# Rhodobothrium mesodesmatum
Rhodobothrium mesodesmatum is een lintworm (Platyhelminthes; Cestoda). De worm is tweeslachtig. De soort leeft als parasiet in andere dieren.
Het geslacht Rhodobothrium, waarin de lintworm wordt geplaatst, wordt tot de familie Rhinobothriidae gerekend. De wetenschappelijke naam van de soort werd voor het eerst geldig gepubliceerd in 1962 door Bahamonde & Lopez.